# رود وایئاو (ساوتلند)
رود وایئاو (Waiau River ) بزرگترین رود سرزمین جنوبی در زلاندنو است.
پیتر جکسون در ارباب حلقه‌ها: یاران حلقه، این رود را به جای رود آندوئین در رشته‌افسانه‌های تالکین معرفی کرده بود.